# سیچ (کازاک‌ها)

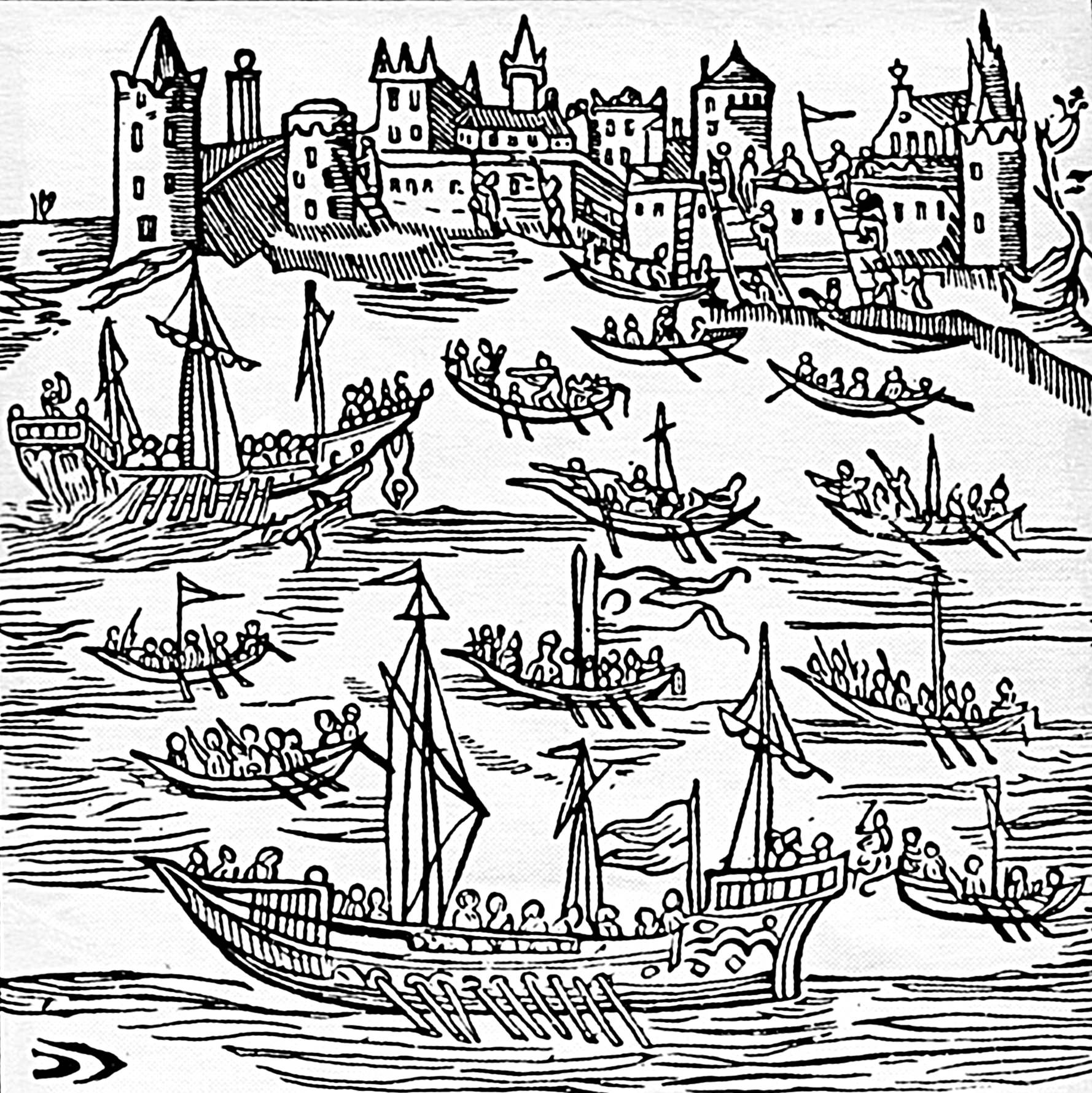
تسخیر فئودوسیا توسط کازاک‌های اوکراینی

سیچ (به اوکراینی: січ) (به انگلیسی: Sich)، یا سِچ (به انگلیسی: Sech) مرکز اداری و نظامی کازاک‌های زاپوروژی بود. کلمهٔ سیچ از فعل اوکراینی (сікти) مشتق شده‌است، به معنی: «قطع کردن» (به معنای پاکسازی جنگل برای اردوگاه یا ساختن استحکامات با درختانی که بریده شده‌اند).
زاپوروژیان سیچ پایتخت مستحکم کازاک‌های زاپوروژی بود که در سده‌های ۱۶ تا ۱۸ میلادی در منطقهٔ اوکراین امروزی در رودخانهٔ دنیپر قرار داشت. سیچ رادا بالاترین ارگان حکومتی در سپاه زاپروژیان یا ارتش کازاک‌های زاپوروژی بود. سیچ دانوبی محل سکونت و استحکامات کازاک‌های زاپوروژی بود که بعداً در دلتای دانوب ساکن شدند.

## آوانگاری‌های دیگر
- سیِچ (Sietch).[۳]
- جرمیا کرتین [قوم‌شناس، فولکلورشناس و مترجم آمریکایی] (۱۸۹۸ میلادی) - سایچ (Saitch).
- ساموئل بینیون (۱۸۹۸ میلادی) - سیچ (Sich).
- بئاتریس باسکرویل (۱۹۰۷ میلادی) - سِچ (Setch).
- ایزابل هاپگود (۱۹۱۵ میلادی) [جهان‌شناس، نویسنده و مترجم آمریکایی، به ویژه متون روسی و فرانسوی] - سایِچ (Syech).
- هارولد لمب (۱۹۱۷ میلادی) [تاریخ‌دان، رمان‌نویس، داستان‌کوتاه‌نویس و فیلم‌نامه‌نویس آمریکایی] - سیچ (Siech).
- ویلیام کرسون (۱۹۱۹ میلادی) - سیچ (Sitch).[۴]